# Paul Langevin
Paul Langevin, född 23 januari 1872, död 19 december 1946, var en fransk fysiker.
Langevin blev professor i allmän och experimentell fysik vid Collège de France 1909 och direktör för École de physique et chemie 1925. Han var verksam inom en mängd olika områden inom fysiken och utförde talrika arbeten, bland annat över sekundär röntgenstrålning, den kinetiska gasteorin, elektroteorin för magnetismen, relativitetsteorin med mera.